# Товстушки
«Товстушки» (англ. Fat Slags) — британська комедія 2004 року.

## Сюжет
Трейсі і Сандра, неохайні й вічно скошлані товсті дівчата, отримують запрошення на ранкову програму телеканалу BBC. Одним з глядачів цього ранкового шоу виявляється американський мільярдер Шон Кулі, який вирішує зробити цих жирних і грубих жінок, зірками шоу-бізнесу.

## У ролях
| Актор            | Роль                        |
| ---------------- | --------------------------- |
| Фіона Аллен      | Сандра                      |
| Софі Томпсон     | Трейсі                      |
| Джеррі О'Коннелл | Шон Кулі                    |
| Ентоні Гед       | Віктор                      |
| Джері Галлівелл  | Пейдж                       |
| Джеймс Дрейфус   | Фідор                       |
| Метін Ахмет      | офіціант 1                  |
| Тимур Ахмет      | офіціант 2                  |
| Кріс Барнс       | Варден                      |
| Олівер Бредшоу   | Батлер                      |
| Наомі Кемпбелл   | помічник по продажам        |
| Сара Кевуд       | ведучий 1                   |
| Ангус Дейтон     | Моріс, адміністратор готелю |
| Г'ю Денніс       | імміграційна служба 2       |
| Лес Денніс       | MC                          |
| Саймон Фарнебі   | чревомовець                 |
| Енок Фрост       | студія звукозапису          |
| Том Ґудман-Гілл  | Баз                         |
| Майкл Ґреко      | Ніаркос 1                   |
| Дольф Лундгрен   | Ренді                       |